# Brya ebenus
Brya ebenus là một loài thực vật có hoa thuộc họ Fabaceae, bản địa của vùng Caribe gồm Cuba và Jamaica..